# Heraldyka fantazyjna
Heraldyka fantazyjna jest działem heraldyki zajmującym się fantazyjnymi herbami przypisanymi istotom nieludzkim oraz realnym osobom żyjącym w czasach przedheraldycznych, które zajmują szczególne miejsce w historii i kulturze ludzkości.
Francuski historyk Michel Pastoureau zaproponował podział heraldyki fantazyjnej na kategorie:
- Rzeczywiście żyjące osobistości antyczne oraz średniowieczne, szczególnie władców. Np. herb przypisany Edwardowi Wyznawcy.
- herosi i bogowie greckiej i rzymskiej mitologii, jak np. herb przypisany Priamowi.
- Herosi i bogowie skandynawskiej i germańskiej mitologii, jak np. herby przypisane Odynowi lub Thorowi.
- Rzeczywiste oraz nierzeczywiste osobistości spoza europejskiego kręgu kulturowego. Są to np. herby przypisane sułtanom, cesarzom Konstantynopola albo Chin, Attyli itp.
- Postacie biblijne, np. herby przypisane Adamowi i Ewie, Jezusowi, prorokom, apostołom, Szatanowi itp.
- Inne postacie chrześcijaństwa, np. herby przypisane Trójcy Świętej, świętym, itp.
- Osoby, królestwa i miejsca powstałe jako wytwory wyobraźni, np. herb przypisany księdzu Janowi.
- Bohaterowie literaccy. Tu jako przykład herb przypisany królowi Arturowi.
- Różne alegoryczne personifikacje, jak np. herb przypisany śmierci.

## Galeria herbów przypisanych

Edwardowi Wyznawcy
Priamowi
królowi Dawidowi
Archaniołowi Michałowi
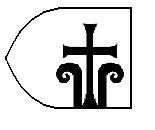
księdzu Janowi
królowi Arturowi
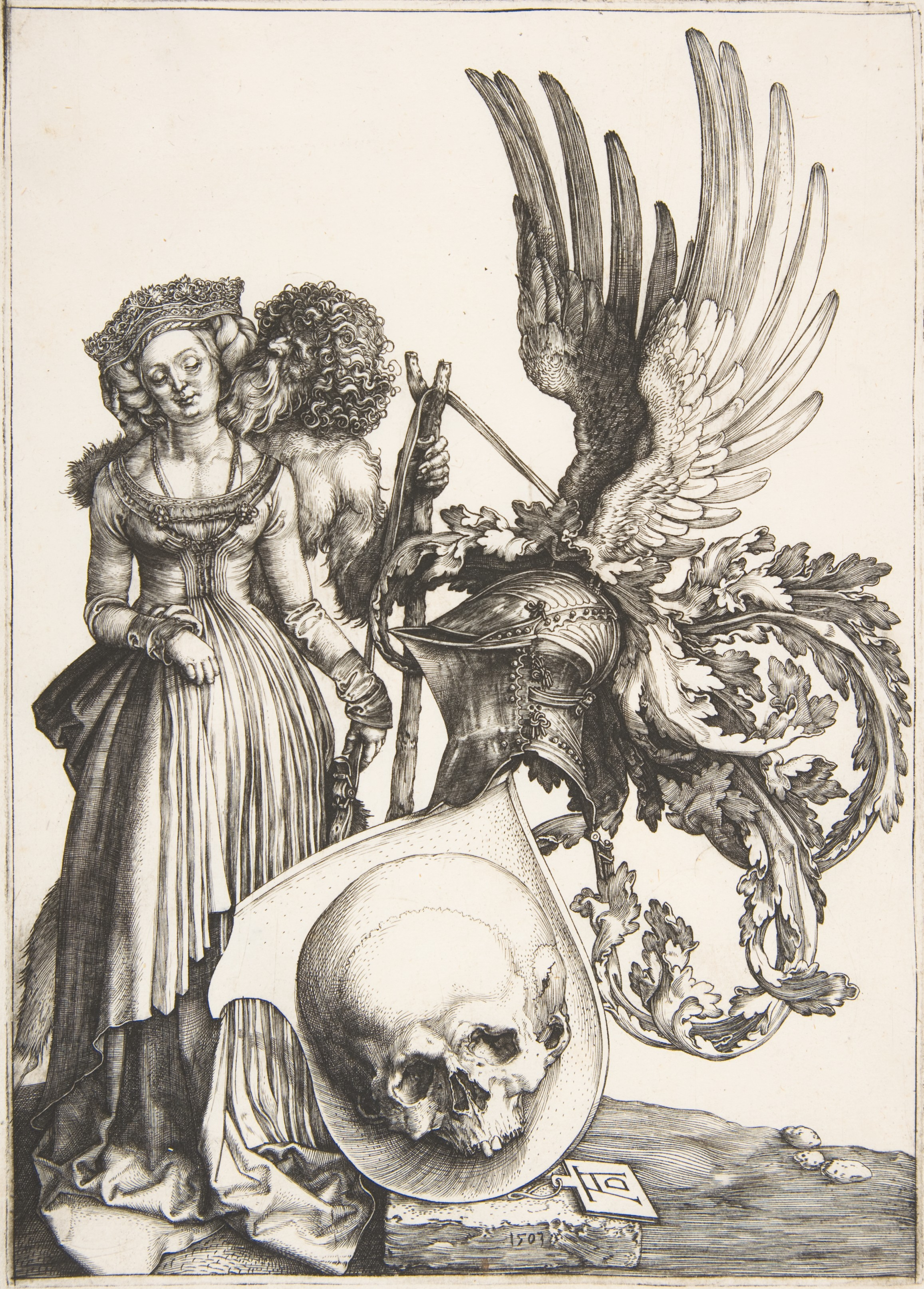
Personifikacji Śmierci
Szatanowi
Heraldyce jako takiej